# HD 45416
HD 45416，又名BD+00 1426，SAO 113905、HR 2334，是一颗恒星，视星等为5.2，位于銀經209.9，銀緯-5.25，其B1900.0坐标为赤經6h 22m 5.6s，赤緯+0° -5.25′ 33″。